# Reginald Ford
Reginald „Reggie“ Ford (* 11. Juni 1953 in Georgetown; † 2. Februar 2021 in den Vereinigten Staaten) war ein guyanischer Boxer.

## Werdegang
Reginald Ford kam 1953 als Sohn von Allan Ford und Beryl Braithwaite zur Welt und besuchte die St. Ambrose Primary School und später das Oriental College.
Im Alter von 10 Jahren begann er mit dem Boxsport. Als Amateurboxer nahm er an den British Commonwealth Games 1970 teil. Ein Jahr später gewann er bei den Panamerikanischen Spielen in Cali Bronze im Halbweltergewicht. Bei den Olympischen Sommerspielen 1972 in München unterlag er Alan Minter in seinem Erstrundenkampf des Halbmittelgewichtturniers in Runde zwei durch Knockout. Seine zweite internationale Bronzemedaille gewann Ford bei den Zentralamerika- und Karibikspielen 1974.
Am 22. Januar 1977 trat er zu seinem ersten Profikampf gegen den US-Amerikaner Bobby Watts an, unterlag jedoch nach 10 Runden durch das Urteil der Punktrichter. In seinem zweiten Profikampf gegen Marvelous Marvin Hagler verlor Ford bereits in der dritten Runde durch Knockout. Trotz zweier Auftaktniederlagen setzte Ford seine Karriere als Profi fort und konnte fortan vier Kämpfe in Folge gewinnen. Nachdem er alle seine Profikämpfe bisher in den Vereinigten Staaten ausgetragen hatte, trat Ford am 14. September 1978 gegen den Ugander Ayub Kalule, der in Dänemark lebte, an. Dabei ging es zugleich um den Titel im Commonwealth-Mittelgewicht. Dieser fand in der dänischen Stadt Randers statt und Kalule konnte Ford durch einen technischen K. o. in der fünften Runde besiegen.
Im weiteren Verlauf des Jahres sowie ein Jahr später kämpfte Ford fast ausschließlich in seiner Heimat, konnte jedoch von sieben Kämpfen nur zwei gewinnen. Nachdem Ford bereits 1979 einen Kampf in Trinidad und Tobago absolviert hatte, folgte zum Auftakt ins Jahr 1980 ein weiterer, welchen er gewann. Nach einem Sieg im August über Hunter Clay in Nigeria, folgte durch Zufall Anfang November sein nächster Kampf. Da er als Ersatz für einen Kampf gegen Dave Green in der Londoner Royal Albert Hall kurzfristig nominiert wurde, musste Ford am Tag des Kampfes sechs Pfund abnehmen um das benötigte Gewicht zu erreichen. Ford gewann trotz dieses Umstandes den Kampf. Jedoch sollte dieser Sieg sein letzter gewesen sein, denn fortan verlor Fort alle seine acht folgenden Profikämpfe und trat 1984 zurück.
Nach seiner Karriere trainierte Ford junge Boxer im Gleason Boxing Gym. Darunter auch der spätere Weltmeister aus Frankreich Julien Lorcy. Zudem trainierte er Vivian Harris, der 1997 den New York Golden Gloves-Titel gewann.
Am 2. Februar 2021 starb Ford nach langer Krankheit im Alter von 67 Jahren in den Vereinigten Staaten.